# 安德伍德 (北达科他州)
安德伍德（英語：Underwood）是美国北达科他州麥克萊恩縣下属的一座城市。根据2010年美国人口普查，该市有人口778人。2011年估计该市有人口788人，相对于2010年，增长率为1.29%。1903年安德伍德在链接俾斯麦和马克斯的秀行铁路上建立，以当时的铁路公司副总监命名。

## 地理
安德伍德的地理位置为47°27′22″N 101°8′23″W / 47.45611°N 101.13972°W (47.456080, -101.139601)。
根据美国人口调查局数据安德伍德的面积为2.36平方千米，所有面积都是陆地面积。

## 人口
| 调查年                      | 人口  | 备注  | %±     |
| --------------------------- | ----- | ----- | ------ |
| 1910                        | 422   |       | —      |
| 1920                        | 453   |       | 7.3%   |
| 1930                        | 488   |       | 7.7%   |
| 1940                        | 613   |       | 25.6%  |
| 1950                        | 1,061 |       | 73.1%  |
| 1960                        | 819   |       | −22.8% |
| 1970                        | 781   |       | −4.6%  |
| 1980                        | 1,329 |       | 70.2%  |
| 1990                        | 976   |       | −26.6% |
| 2000                        | 812   |       | −16.8% |
| 2010                        | 778   |       | −4.2%  |
| 2016年估计                  | 771   | [ 5 ] | −0.9%  |
| 美国十年人口调查 2015年估计 |       |       |        |

### 2010年人口调查
根据2010年美国人口普查市内有778名居民，分326个户，211个家庭。城市的人口密度为每平方千米330.1人。其中95.5%是白人、0.3%是非裔美国人、1.8%是美国原住民、0.3%是太平洋原住民、0.1%是其他人种、2.1%是混血儿。西班牙裔或拉丁美洲裔的人占0.6%。
市内的326个户里22.4%有18岁以下的未成年人、57.1%是结婚夫妇、4.6%是带孩子的单身妇女、3.1%是带孩子的单身男子、35.3%不是家庭、30.7%是单身汉、12%有65岁以上的老年人。平均每户2.22人，平均每个家庭2.77人。
市内居民的平均年龄为49.8岁，18.8%的居民是18岁以下的未成年人、3.5%在18到24岁之间、23%在25到44岁之间、32.9%在45到64岁之间、21.7%在65岁以上。居民的性别比为男子对女子48.5%对51.5%。

### 2000年人口调查
在2000年的人口调查时安德伍德有812名居民，分323个户和229个家庭。市内的人口密度为每平方千米352.3人。其中96.8%是白人、1.11%是非裔美国人、2.09%是其他人种。西班牙裔或拉丁美洲裔的人占0.25%。
市内的323个户里27.2%有18岁以下的未成年人、61.9%是结婚夫妇、7.4%是带孩子的单身妇女、28.8%不是家庭、27.6%是单身汉、14.6%有65岁以上的老年人。平均每户2.35人，平均每个家庭2.85人。
市内20.9%的人在18岁以下、6.0%在18到24岁之间、20.7%在25到44岁之间、29.6%在45到64岁之间、22.8%......在65岁以上。平均年龄为46岁。女子对男子的性别比为100：91.5，成年人的性别比为100：89.4。
市民的平均年收入为35,250美元，家庭的平均年收入为47,578美元。男子的平均年收入为39,375美元，女子的平均年收入为18,611美元。人均年收入为17,916美元。约7.1%的家庭和11.7%的居民生活在贫困线以下，其中包括19.8%的未成年人和14.4%的老年人。

## 气候
当地的气候特征是四季的温度差异非常大。夏季热至酷热（经常潮湿），冬季冷（有时严寒）。根据柯本气候分类法属于温带大陆性湿润气候。

## 教育
安德伍德有一座公共学校。